# Clubiona propinqua
Clubiona propinqua este o specie de păianjeni din genul Clubiona, familia Clubionidae, descrisă de L. Koch, 1879. Conform Catalogue of Life specia Clubiona propinqua nu are subspecii cunoscute.